# Middlesex County (Massachusetts)
Das Middlesex County ist ein County im Bundesstaat Massachusetts der Vereinigten Staaten. Das U.S. Census Bureau hat bei der Volkszählung 2020 eine Einwohnerzahl von 1.632.002 ermittelt.
Die Verwaltungssitze (County Seat) waren Cambridge und Lowell. Nach Abschaffung der Bezirksregierung 1997 existiert das County nur noch als historische geographische Region und dient einigen administrativen Zwecken. Nach dem Forbes Magazine ist es das zehntreichste County der Vereinigten Staaten.

## Regierung
Wie eine knappe Mehrheit der Countys in Massachusetts besitzt Middlesex County heute keine County-Regierung mehr. Alle vorherigen Aufgaben des Countys wurden 1997 durch Staatsbehörden übernommen. Der Sheriff und einige andere regionale Beamte mit besonderen Aufgaben werden noch immer lokal gewählt, um Aufgaben innerhalb des Countys wahrzunehmen. Die Gemeinden haben nun eine größere Autonomie und können regionale Verträge abschließen, um Dienstleistungen gemeinsam anzubieten.

## Geographie
Das County grenzt im Norden an New Hampshire und hat eine Fläche von 2195 Quadratkilometern, wovon 63 Quadratkilometer Wasserfläche sind. Es grenzt im Uhrzeigersinn an folgende Countys: Hillsborough County (New Hampshire), Essex County, Suffolk County, Norfolk County und Worcester County.

## Geschichte
Middlesex County war 1643 eines von vier Gründungscountys von Massachusetts.
Im County liegt ein Ort von herausragender historischer Bedeutung, der als National Historic Site ausgezeichnet ist, die Longfellow House–Washington’s Headquarters National Historic Site. 42 Stätten haben den Status einer National Historic Landmark. 1333 Bauwerke und Stätten des Countys sind insgesamt im National Register of Historic Places eingetragen (Stand 17. November 2017).

## Bevölkerungsentwicklung
| 1980      | 1990      | 2000      | 2010      | 2020      |
| --------- | --------- | --------- | --------- | --------- |
| 1.366.980 | 1.398.468 | 1.465.396 | 1.503.085 | 1.632.002 |

## Demographie
Laut der Volkszählung im Jahr 2000 lebten im Middlesex County 1.465.396 Einwohner in 561.220 Haushalten und 360.864 Familien. Die Bevölkerung setzte sich aus 85,88 Prozent Weißen, 3,36 Prozent Afroamerikanern, 6,26 Prozent Asiaten und 0,15 Prozent amerikanischen Ureinwohnern zusammen. 4,55 Prozent der Bevölkerung waren spanischer oder lateinamerikanischer Abstammung. Das Prokopfeinkommen betrug 31.199 US-Dollar; 4,3 Prozent der Familien sowie 6,5 Prozent der Bevölkerung lebten unter der Armutsgrenze.

## Städte und Gemeinden
- Acton
- Arlington
- Ashby
- Ashland
- Auburndale
- Ayer
- Bedford
- Belmont
- Billerica
- Boxborough
- Burlington
- Cambridge
- Carlisle
- Chelmsford
- Concord
- Dracut
- Dunstable
- Everett
- Framingham
- Groton
- Holliston
- Hopkinton
- Hudson
- Lexington
- Lincoln
- Littleton
- Lowell
- Malden
- Marlborough
- Maynard
- Medford
- Melrose
- Natick
- Newton
- North Reading
- Pepperell
- Reading
- Sherborn
- Shirley
- Somerville
- Stoneham
- Stow
- Sudbury
- Tewksbury
- Townsend
- Tyngsborough
- Wakefield
- Waltham
- Watertown
- Wayland
- Westford
- Weston
- Wilmington
- Winchester
- Woburn